# Musée national d'Art moderne
Musée national d'Art moderne face parte din Centrul Georges-Pompidou din Paris. Această parte a activităților centrului se întinde pe două etaje, cu o suprafață totală de 14.000 m2 și are o colecție de aproximativ 110.000 de lucrări, dintre care doar o fracțiune poate fi expusă în același timp.
Muzeul a fost deschis în 1947 în Palais de Tokyo. A început cu donații de la artiști și colecționari privați. Colecția a crescut constant de atunci, atât prin donații, cât și prin achiziții proprii. S-a mutat la Centrul Pompidou în 1977. Starck, Nouvel și Perrault sunt responsabili de arhitectură și design.
Colecția este a doua cea mai mare din lume, după cea a Museum of Modern Art. Expoziția este, în general, revizuită la fiecare doi ani. Sunt prezentate și expoziții temporare.